# Garcia Sanches I de Pamplona

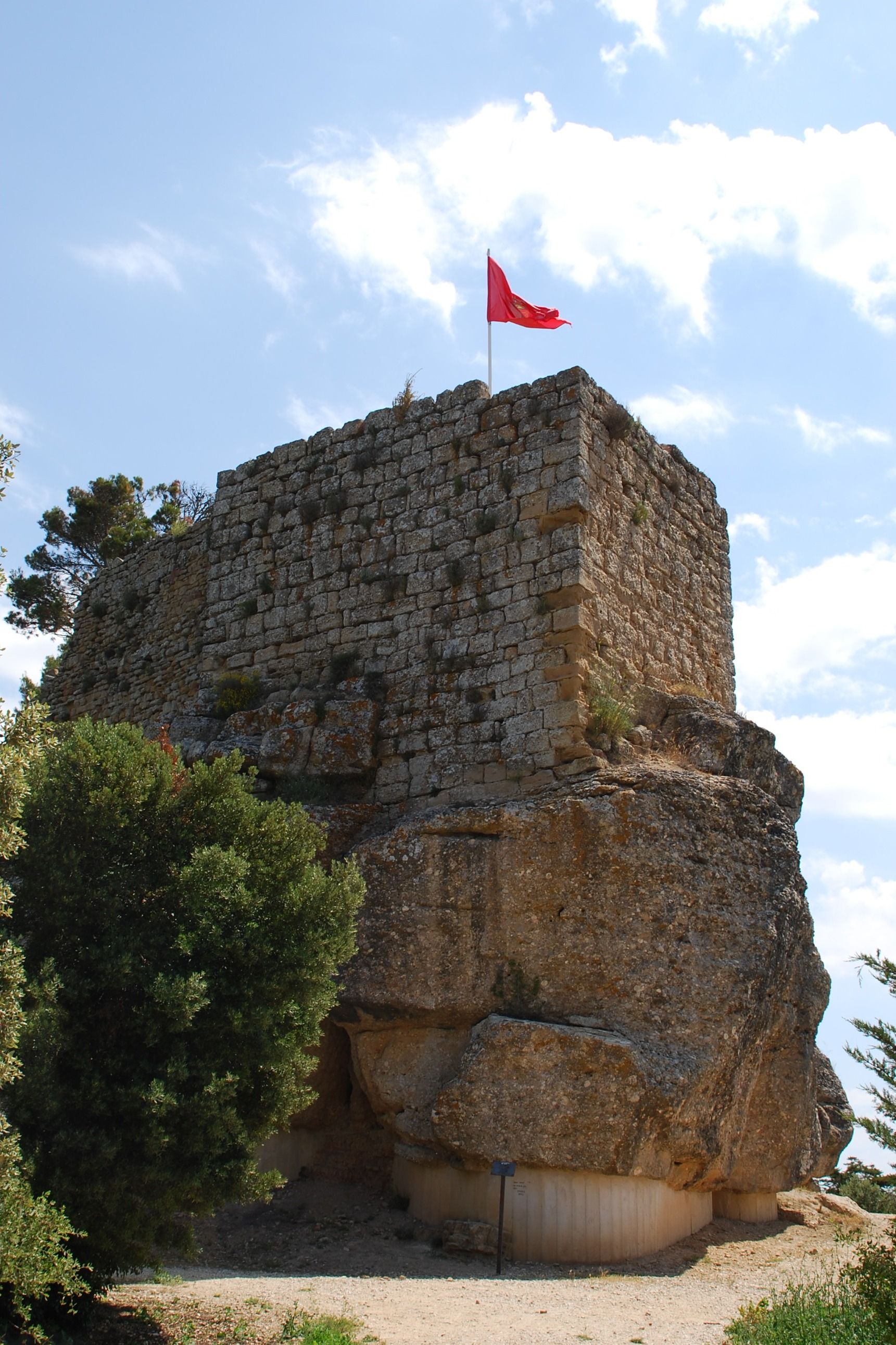
Castelo de San Esteban de Deyo, onde foi enterrado o rei Garci

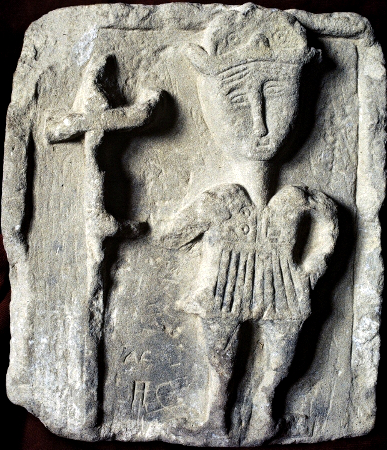
Representação datada de cerca de 970 em Luesia, de um rei sustentando a cruz processional que era içada ao entrar em batalha

Garcia Sanches I de Pamplona (em castelhano: García Sánchez I de Pamplona; 919 – 22 de fevereiro de 970) foi rei de Pamplona de 925 até à sua morte e conde consorte de Aragão a partir de 943.
Filho do rei Sancho Garcês I e da rainha Toda, neta do rei Fortunio Garcês, após a morte do seu pai, a 10 de dezembro de 925, herdou o trono aos seis anos de idade, sob a tutela de seu tio Jimeno Garcês. A morte deste último provocou uma crise pelo controlo da tutoria, que foi controlada graças à intervenção da sua mãe, a rainha Toda, e à mediação de Abderramão III. A intervenção da rainha nos assuntos de Estado contribuiu para que o Reino de Pamplona atingisse uma posição chave entre os reinos cristãos nos anos seguintes.
Três das irmãs do rei Garcia casaram com reis de Leão:  Urraca com Ramiro II, Sancha com Ordonho II,e  Onneca com Afonso IV. Graças a estas alianças, os navarros intervieram nas guerras civis de Leão. Quando Ramiro II morreu, os navarros ajudaram Sancho I (neto da rainha Toda) a ocupar o trono e, mais tarde, quando Sancho foi expulso por Ordonho II "o Mau", a rainha intercedeu para que Abderramão ajudasse o seu neto Sancho a recuperar o trono.
Em 939 participou juntamente com Ramiro II, Fernão Gonçalves e as tropas asturianas e galegas na grande vitória sobre Abderramão III na batalha de Simancas.
Em 961 tomou parte nas disputas entre o Condado de Castela e o Reino de Leão e aprisionou Fernão Gonçalves, conde de Castela, mas negou-se a entregá-lo aos muçulmanos.
Em 963 formou uma aliança cristã contra Aláqueme II e foi derrotado pelos muçulmanos.
Morreu a 22 de fevereiro de 970 e foi sepultado no pórtico da ermida do Castelo de San Esteban de Deyo nas proximidades de Villamayor de Monjardín.

## Matrimónios e descendência
O seu primeiro matrimónio foi com Andregoto Galíndez, filha do conde aragonês Galindo II Aznárez e a condesa Sancha Garcês.  O conde Galindo não teve filhos legítimos, de modo que o condado de Aragão foi herdado pela sua filha Andregoto e mais tarde pelo seu filho Sancho. Garcia e Andregoto foram os pais de:
- Sancho Garcês "Abarca", rei de Pamplona e conde de Aragão. Esta união matrimonial daria lugar à posterior união de ambos os territórios.[6]
- Toda Garcês

O rei Garcia contraiu um segundo casamento com Teresa de Leão, filha do rei Ramiro II e de Ausenda Guterres de quem teve:
- Ramiro Garcês de Viguera, primeiro rei de Viguera.[7]  Morreu a 9 de julho de 981 lutando contra Almançor[8] e foi enterrado no Mosteiro de Leyre.
- Jimeno Garcês, conde, aparece com seus irmãos em 978, quando foram convidados pelo conde Garcia Fernandes para a fundação do Infantazgo de Covarrubias.[9]
- Urraca Garcês,[2] casada em primeiras núpcias com Fernão Gonçalves, conde de Castela, e em segundas com Guilherme Sanches, conde de Gasconha.[10] Em 1008, o seu filho, Bernardo Guillem diz que sua mãe já havia morrido.[11]